# De Meule (Belfeld)
De Meule is een verdwenen korenmolen in Belfeld, tegenwoordig een stadsdeel van de Nederlandse gemeente Venlo.
Het woonhuis met maalderij werd door Pierre van der Voort in 1913 gebouwd. Als aandrijving gebruikte hij een gasturbine. Tot 1965 werd deze moleninstallatie gebuikt. In dat jaar kocht de fima Oswa Plastics het gebouw, om het vijf jaar later door te verkopen aan de gemeente Belfeld. Het pand werd tot 1976 gebruikt als jongerencentrum Sfinx. Het pand werd in dat jaar gesloopt en het jongerencentrum verhuisde naar het gemeenschapshuis De Hamar.
Op dezelfde locatie werd in 1988 het Muldersplein aangelegd, waarvan de naam verwijst naar de verdwenen molen. Twee op elkaar gestapelde molenstenen fungeren als herinneringsmonument aan de molen.
Benders Molen · Bovenste Molen · Distelmolen · Geërfdenmolen · Molen van Geurts · Goofersmolen · Goossensmolentje · Hellmolen · Holtmeule · Italiëmolen · Jansens Standerdmolen · Laaghuismolen · Lohofsmolen · Maagdenbergsmolen · Maalbekermolen · Molen van het Aldt Huys · De Meule · Munnikemolen · Oliemolen · Onderste Molen · Ottenmolen · Panhuismolen · Patersmolen · Peetersmolen · Picardiemolen · Polvermolen · Sint-Antoniusmolen · Spanjaertsmolen · Stadsmolen · Molen van Van der Steen · Rijstpelmolen Van Dinteren · Rosmolen Verzijl · Villegerveldsmolen · Watermeule · Watermolen Lomm · Weizemolen · Wymarse Molen